# Ruota quadrata

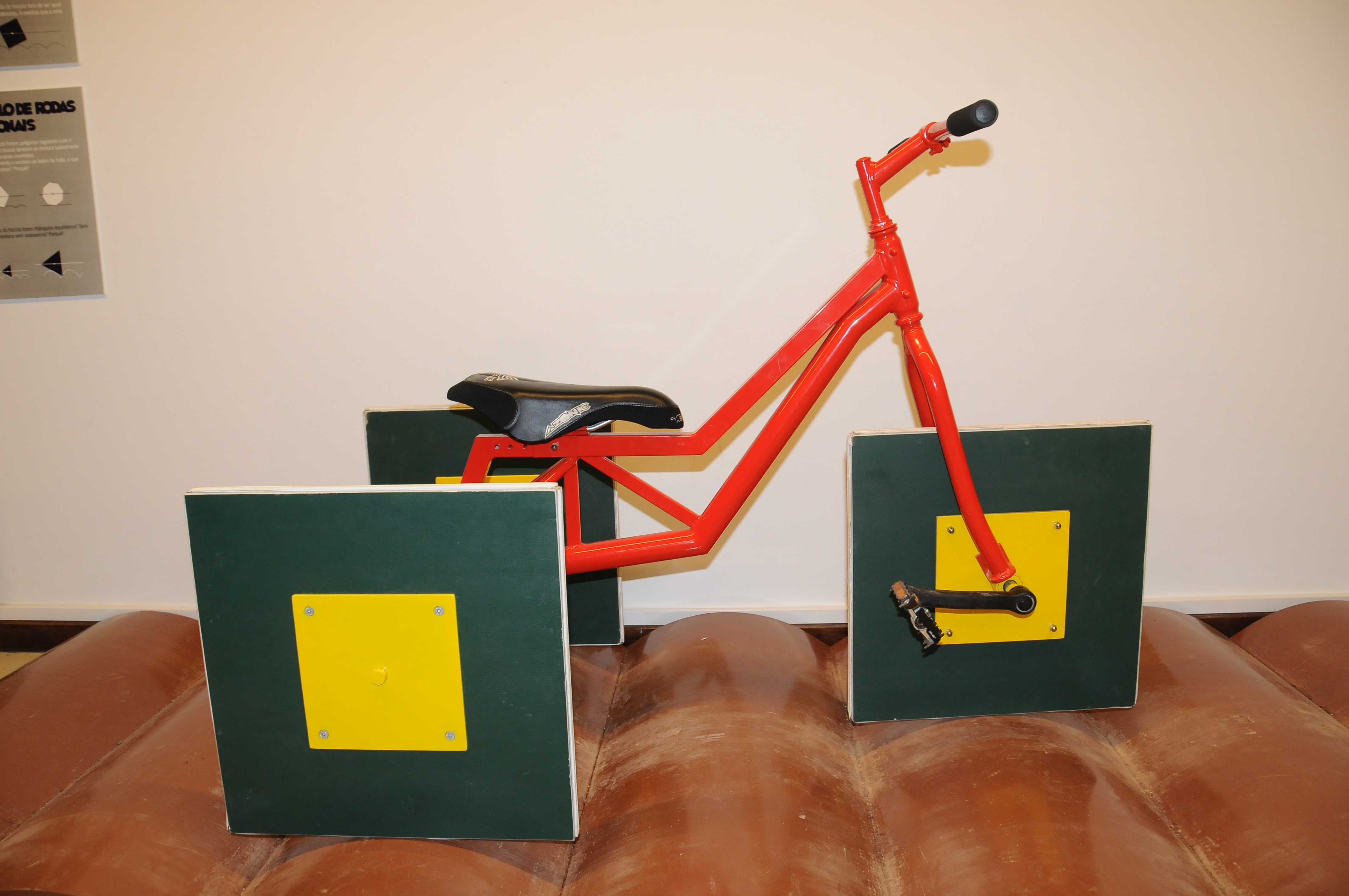
Triciclo con ruote quadrate

La ruota quadrata è una ruota che, invece di essere della consueta forma circolare, ha la forma di un quadrato.
Nell'opinione comune, una ruota quadrata viene vista come una cosa assurda, bizzarra e del tutto inutile, dato che rotolando con grande difficoltà non è in grado di svolgere la sua funzione. Tuttavia  una ruota quadrata può girare agevolmente su una superficie opportunamente modellata con dei dossi.

## Caratteristiche

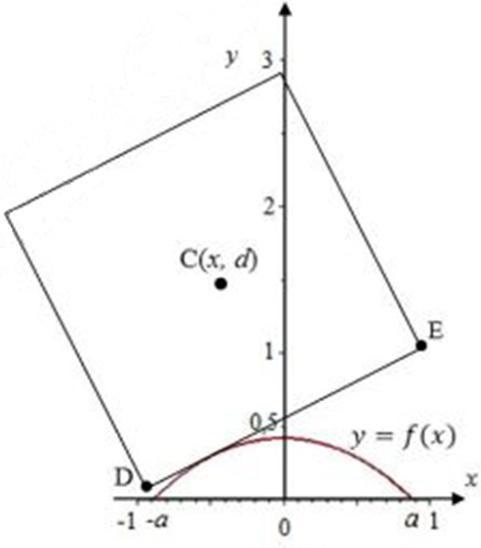
Grafico

Generalmente la forma del quadrato non viene mai associata al concetto di ruota, che per definizione è un oggetto circolare che ha lo scopo di rotolare su una superficie piana. In teoria il quadrato sarebbe in grado di fungere da ruota, ma con grande difficoltà e generando notevoli sussulti, poiché l'altezza del baricentro varia notevolmente a seconda che il quadrato sia nella fase della rotazione in cui è appoggiato su un lato o in quella in cui è appoggiato su un vertice.
Tuttavia, se si rinuncia alla superficie piana e se ne costruisce una ad arte per far sì che l'altezza del baricentro rimanga costante, la ruota quadrata può rotolare con facilità. Tale superficie deve essere costituita da una serie di dossi arrotondati, ciascuno dei quali è descritto dall'equazione di una catenaria a rovescio (cioè con la gobba rivolta verso l'alto), di dimensioni, lunghezza e curvatura opportune. In tal modo la ruota quadrata può scorrere agevolmente come un ingranaggio su una cremagliera.
La curva della gobba è data dalla seguente funzione:
{\displaystyle y=a\,\cosh \left({x \over a}\right)={a \over 2}\,\left(e^{x/a}+e^{-x/a}\right)}.
La lunghezza dell'arco del dosso deve essere identica a quella del lato del quadrato. Ogni volta che il quadrato ruota di 90° il suo baricentro si sposta in avanti di una distanza pari alla corda sottostante all'arco.
Supposta la lunghezza del lato del quadrato (e quindi anche dell'arco) pari a 1, si ricava che la lunghezza della corda sottostante è pari a {\displaystyle \ln({\sqrt {2}}+1)\simeq 0,88}. Ciò significa che il quadrato che rotola sulla superficie dotata di dossi, a parità di giri effettuati, percorrerà una distanza pari a circa l'88% di quella che avrebbe percorso su una superficie piana.

Animazione di un quadrato che rotola agevolmente su una superficie di catenarie invertite: il baricentro si mantiene ad altezza costante.

## Esempi

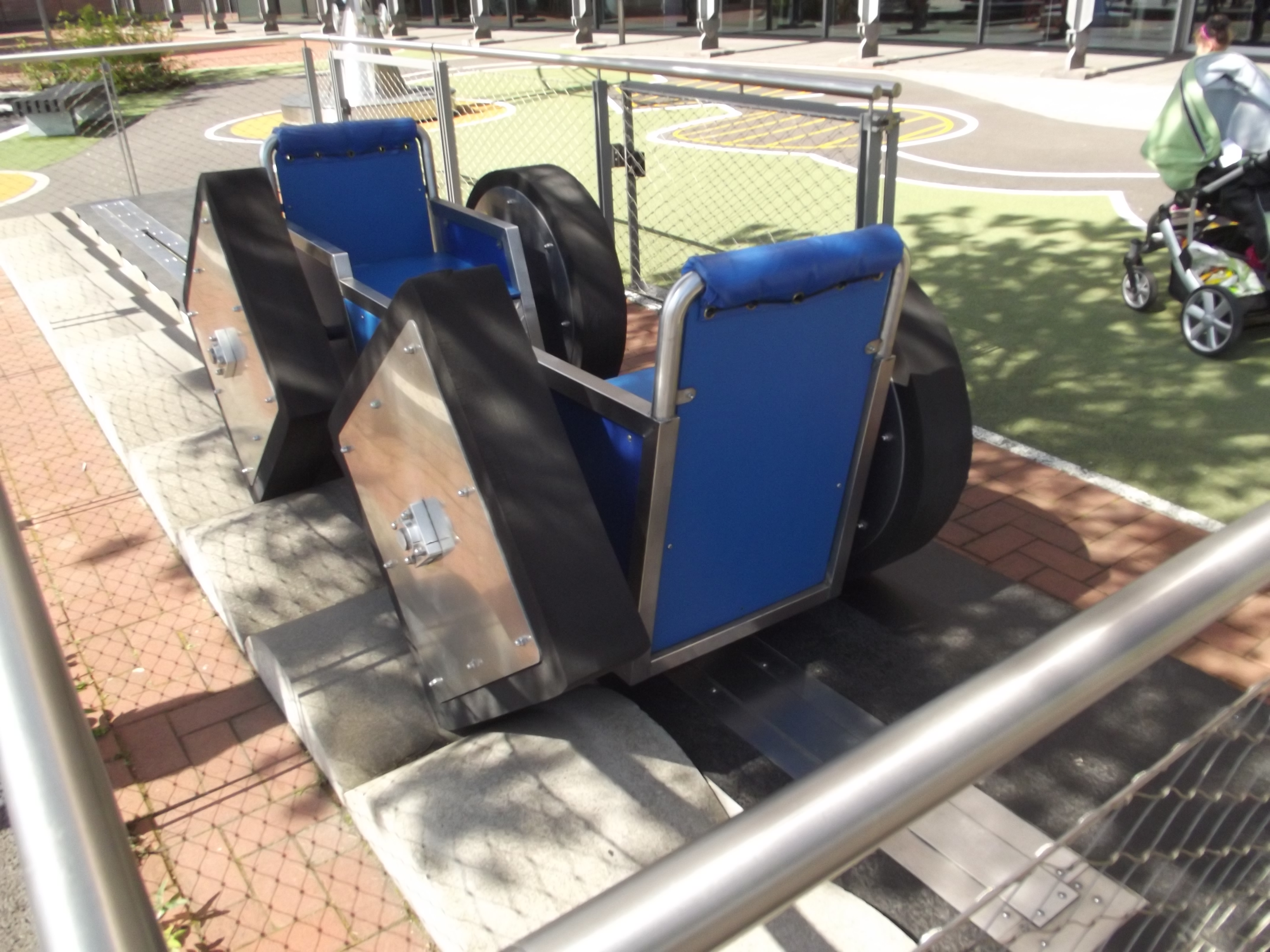
Prototipo munito di ruote quadrate al museo della scienza di Birmingham

Il principio del rotolamento del quadrato sulle catenarie era già conosciuto, probabilmente in forma empirica e approssimativa (ma comunque in maniera funzionale), al tempo degli antichi egizi, i quali avevano ideato la maniera di far ruotare i blocchi di pietra squadrati sopra dossi ottenuti spaccando tronchi d'albero in quattro parti.
Nel 1997 il professor Stan Wagon del Macalester College di Saint Paul (Minnesota) costruì un prototipo di triciclo catenario. Nell'aprile 2004 venne realizzato un nuovo modello, utilizzando materiali migliori.
Un differente veicolo con ruote quadrate fu inventato da Jason Winckler nel 2006: in questo caso però le ruote quadrate sono collegate tra loro e mantengono un'inclinazione di 22,5°, tale per cui sarebbero in grado di rotolare anche su una superficie piana. Secondo l'inventore, tale macchina potrebbe essere utilizzata in sistemi micro-elettro-meccanici (MEMS).

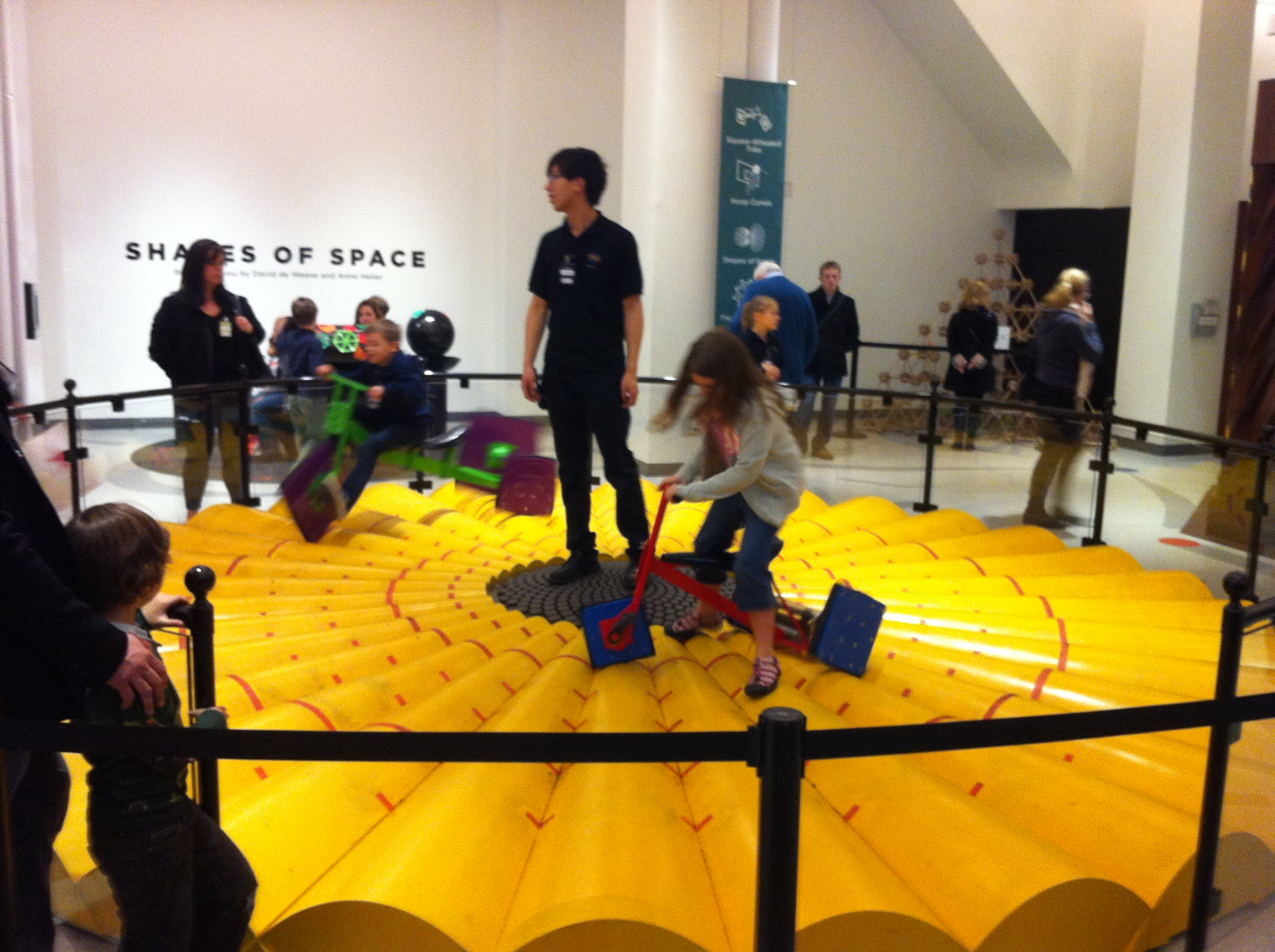
Il triciclo a ruote quadrate del MoMath di New York

Presso il Museo nazionale della matematica (MoMath) di New York è presente un'attrazione chiamata Pedala nei petali (Pedal in the Petals), in cui sono presenti degli speciali tricicli muniti di tre ruote quadrate di tre differenti dimensioni e assi a tre differenti altezze: pedalando in maniera circolare all'interno di un grande fiore giallo e solo nel giusto radiante (distanza dal centro), è possibile procedere senza sobbalzi. Il triciclo con ruote quadrate del MoMath è stato citato nella prova scritta di matematica dell'esame di maturità dei licei scientifici italiani del 2017, in cui è stato proposto un problema relativo alla ruota quadrata.

## Influenza culturale

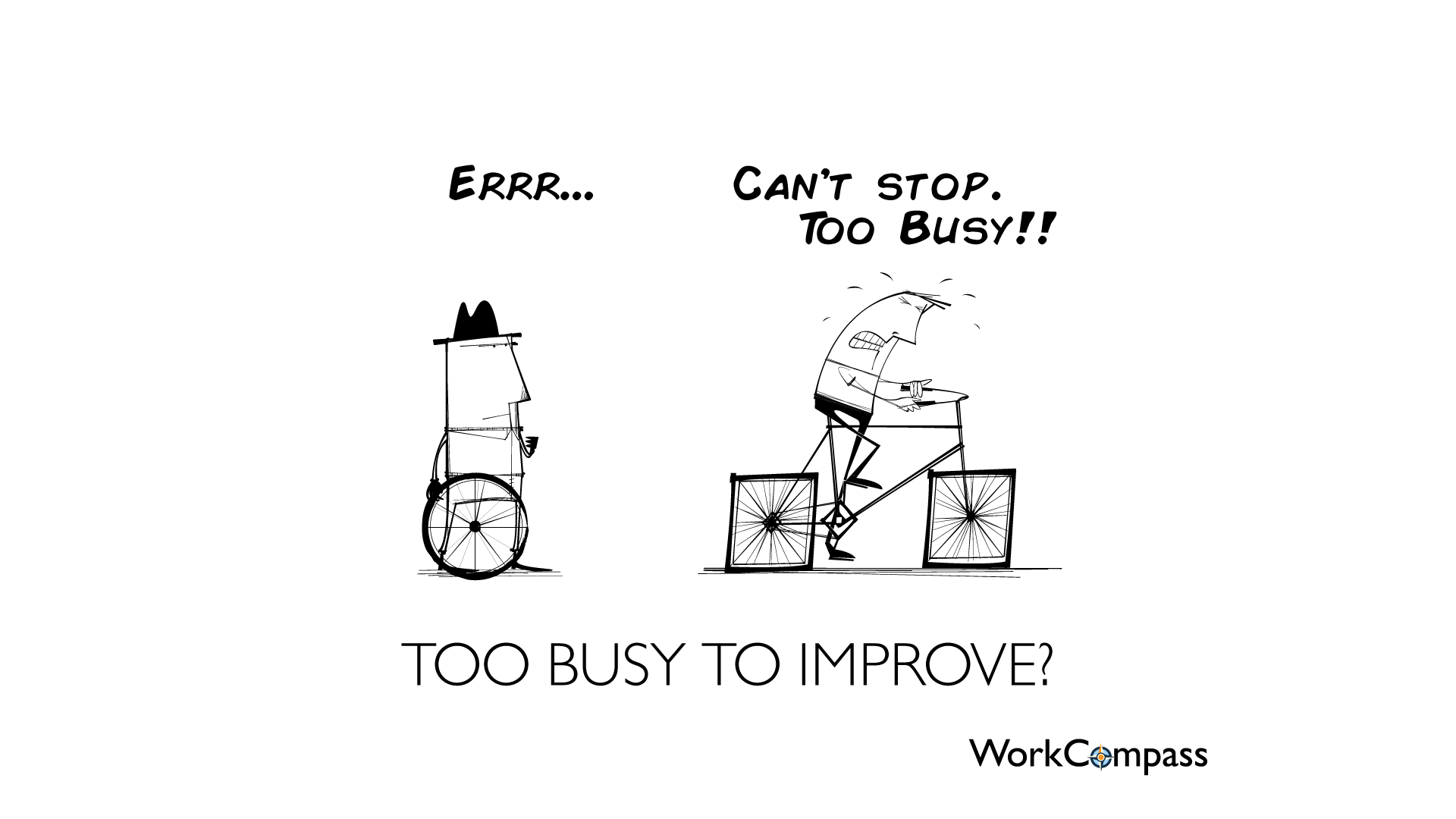
Una vignetta umoristica

La ruota quadrata viene spesso disegnata in vignette umoristiche oppure usata in modi di dire, per indicare un'idea inutile o un approccio negativo a un problema, dovuto alla scarsa conoscenza dello stesso. La ruota quadrata, o meglio la bicicletta con le ruote quadrate, è anche vista come metafora delle avversità della vita.
  

L'espressione "reinventare la ruota quadrata" indica una procedura di reimplementazione anti-pattern che, ripartendo da capo utilizzando principi e concetti di base, ha come risultato una soluzione inutile o perlomeno peggiore del modello già esistente e perfettamente funzionante. Tale espressione, proveniente dal mondo anglosassone, è spesso usata nel campo dell'ingegneria, dello sviluppo del software e della direzione aziendale. 

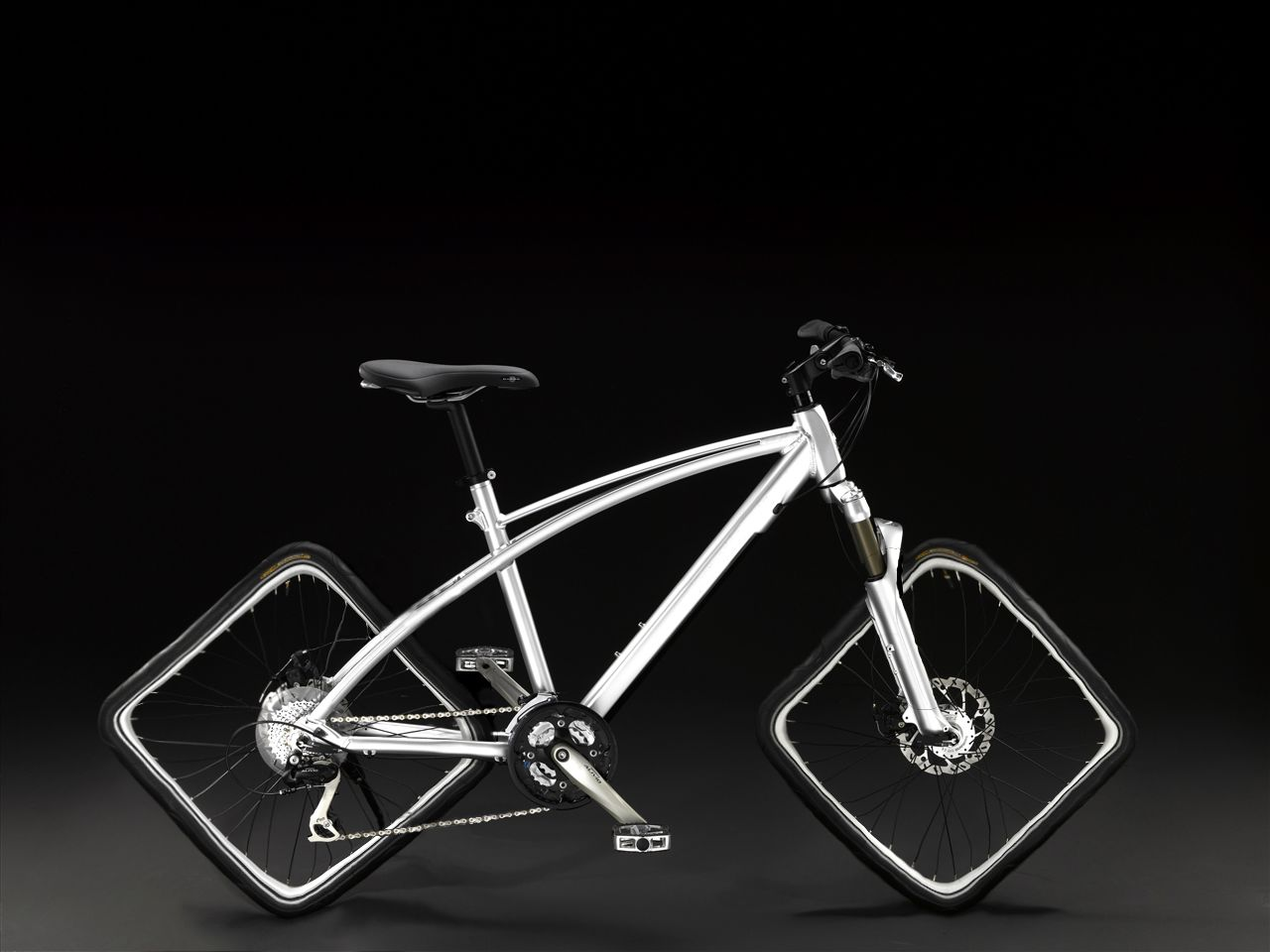
Una bicicletta con ruote quadrate

Nell'opera La veglia di Finnegan, nel tentativo di razionalizzare l'irrazionale insistendo sulla quadratura del cerchio, lo scrittore James Joyce descrisse a Miss Harriet Shaw Weaver il proprio lavoro:
(James Joyce, La veglia di Finnegan)
In una puntata della serie televisiva MythBusters - Miti da sfatare è stato sperimentato un autocarro munito di ruote quadrate su una strada lineare, arrivando alla velocità di 60 miglia all'ora (pari a 97 km/h) prima che una ruota si spezzasse. Un ulteriore tentativo con le ruote montate in modo da essere sfalsate tra loro di 45° ha raggiunto solo 20 miglia all'ora. Infine il confronto tra un mezzo con ruote quadrate contro uno normale nell'affrontare una salita ripida e irregolare ha dato risultati equivalenti tra i due mezzi.
Nel film Guida galattica per autostoppisti, quando i protagonisti raggiungono il pianeta Viltvodle VI e atterrano sulla superficie, è ben visibile in primo piano una bicicletta con ruote quadrate.